# Maurice Vanikoff
Maurice Vanikoff, dit Vanino, né le 1er juillet 1886 à Sébastopol en Crimée et mort en avril 1961, est un grand spécialiste des questions de l'antisémitisme. Il est président de la Fédération des associations d'anciens combattants juifs et secrétaire de l'Amitié judéo-chrétienne de France.

## Biographie
Maurice Vanikoff est né en juillet 1886 à Sébastopol, en Crimée, Russie.

### Avant la Première Guerre mondiale
Avant la Première Guerre mondiale, il est, sous le pseudonyme de Vanino, un chansonnier reconnu.
Engagé volontaire dans l'armée française en 1914 et intégré au deuxième régiment étranger, il est décoré de la Croix de guerre. En 1935 il reçoit la Croix du combattant volontaire.

### Entre les deux Guerres
A l'issue de la première guerre mondiale,marqué par la mort de son jeune frère Henri sur le champ de bataille,il s'emploie à faire reconnaître l'apport à la nation française des engagés volontaires juifs.
Il participe ainsi en 1928 à la création de l’association des volontaires juifs. Il participe également à la création du journal "Le volontaire Juif", journal qu'il dirige de 1931 à 1935.
Parallèlement, il met sa plume au service de son combat contre l'antisémitisme en le dénonçant régulièrement dans des articles et des courriers adressés aux autorités.Il documente les actes, déclarations et écrits antisémites et constitue ainsi des archives importantes.
Il s'engage dans la défense des réfugiés, et notamment dans la défense des réfugiés fuyant le nazisme.
Il participe en 1937 à la fondation de la revue Races et Racisme dont il est l'administrateur-gérant.
Dans le gouvernement Daladier, il travaille en 1939 au commissariat à l'information dirigé par Jean Giraudoux.

### Deuxième Guerre mondiale
A l'arrivée des Allemands en 1940, se sachant menacé du fait de son engagement et de ses écrits contre le nazisme, il quitte la France et s'installe au Maroc à Casablanca. Il s'y engage dans la résistance en contribuant à faire fonctionner l'accueil des réfugiés et leur expatriation vers les Etats-Unis ou l'Amérique du Sud par la "route de Casablanca". Il tente également de venir en aide aux prisonniers des camps de travaux forcés installés par le régime de Vichy au Maroc, où étaient internés de force les étrangers qui s'étaient engagés volontairement aux côtés de la France à partir de 1939.
Après le débarquement des américains en Afrique du nord, il rejoint Alger et , dans le cadre du gouvernement provisoire de la France qui s'y constitue, intègre le cabinet de Jacques Soustelle et dirige un centre de documentation sur les crimes de guerre.

### Après la Libération
De retour à Paris à la libération, il est, à partir du 1er mars 1945, chargé de mission au service des recherches de crimes de guerre de l'ennemi.
Participant à la conférence de Seelisberg, il s'investit également, aux côtés de Jules Isaac et d'Edmond Fleg dans la création de l'association "Amitié Judéo-Chrétienne de France" dont il assure le secrétariat général à la suite de Samy Lattes.
Il poursuit après la seconde guerre mondiale son combat contre l'antisémitisme en s'opposant notamment à la réhabilitation du général Pétain et de l'écrivain Louis-Ferdinand Céline.
Il meurt le 31 mars 1961.

## Œuvres
- La Commémoration des engagements volontaires des Juifs d'origine étrangère, 1914-1918, Le Volontaire juif, 1932, 70 p.
- L’enseignement primaire et l’éducation raciste en Allemagne, 1940,revue Races et Racisme
- Le temps de la honte, de Rethondes à l'ile d'Yeu, 1952, Editions Créator
- L'école d'un cadavre, l'affaire Céline, 1952, Editions Créator